# Palais Strozzi
El Palais Strozzi es un edificio localizado en Viena (Austria), que fue propiedad de la familia Strozzi. Se encuentra en el distrito VIII de Viena (Josefstadt) y fue construido entre 1699 y 1702 para la condesa Maria Katharina Strozzi, miembro de la familia Khevenhüller.
Actualmente alberga las oficinas de finanzas de los distritos VIII, XVI y XVII.

## Historia

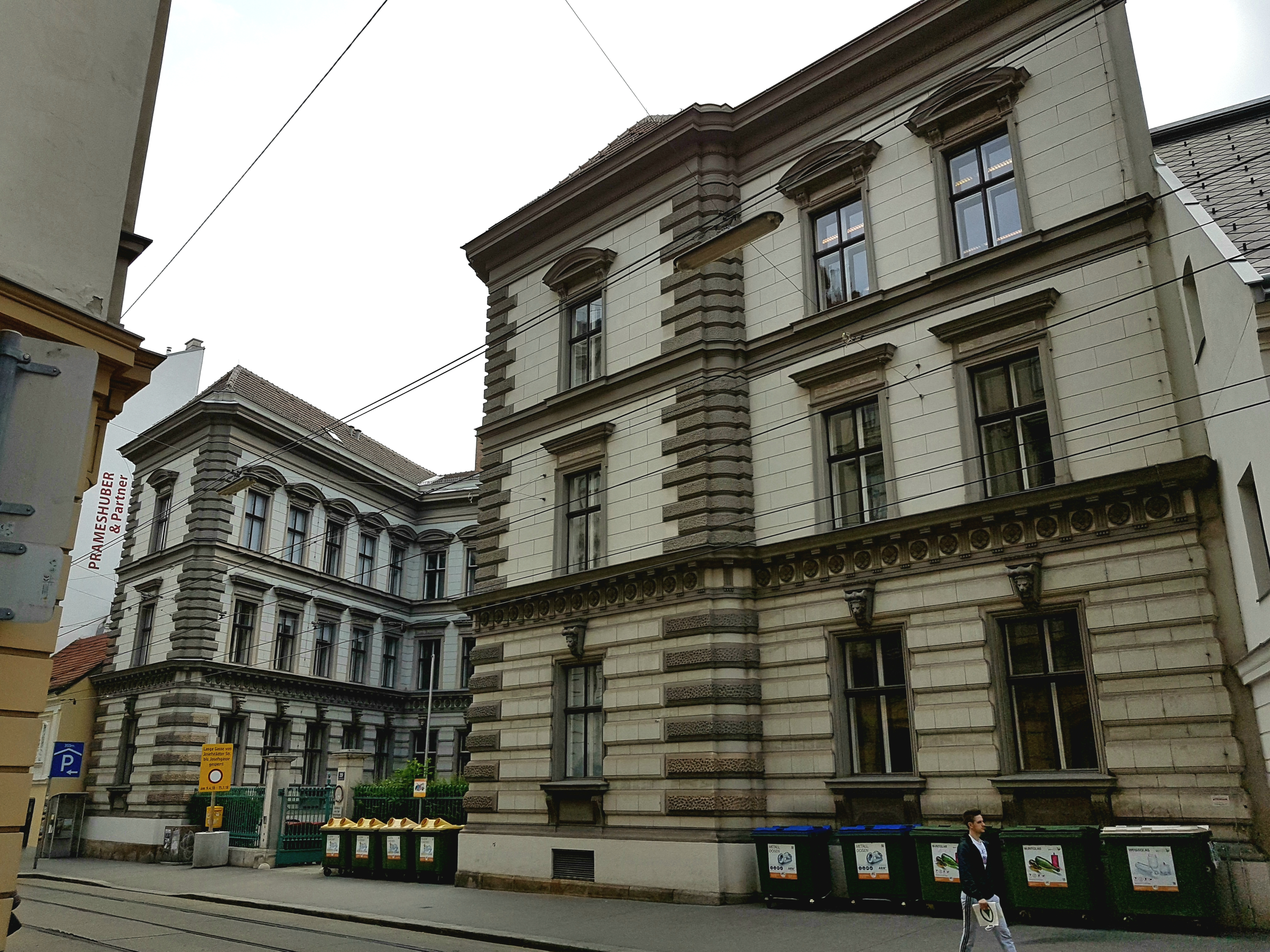
Palais Strozzi, vista lateral

La condesa Maria Katharina Strozzi mandó construir originalmente una modesta residencia de verano, que inicialmente solo constaba del ala principal de una planta del palacio actual. El jardín de la condesa, de elaborado diseño, se extendía hasta la calle Piaristengasse. Se desconoce el arquitecto del edificio original, pero podría pertenecer al círculo de Johann Lukas von Hildebrandt.
Tras la muerte de la condesa en 1714, su sobrino, el coronel Johann Ludwig Graf Khevenhüller, heredó la propiedad, que vendió dos años más tarde al arzobispo de Valencia, Antonio Francesco Folco de Cardona. Este mandó ampliar el palacio de verano con las alas laterales y el patio delantero, separado de la calle por un muro. Folco legó el palacio al emperador Carlos VI, de quien había sido consejero.
Su hija, la emperatriz María Teresa, cedió el palacio a su canciller de la corte, Johann Graf Chotek, en 1753. Los planes de expansión y la guerra de los Siete Años lo obligaron a vender gran parte del jardín.
El palacio permaneció en la familia hasta 1840, pero fue alquilado parcialmente, destacando entre sus inquilinos el pintor Friedrich von Amerling. Cuando  una epidemia de cólera alcanzó Viena en 1831, el palacio sirvió como hospital para los enfermos. En 1840, el estado adquirió el edificio y fundó el Civil-Mädchen-Pensionat Wien, una escuela superior para maestras. Como el edificio se quedó pequeño para el nuevo uso, se amplió y se le dio una apariencia completamente nueva. En 1877/1878, la escuela superior se separó del cuartel de caballería que se encontraba enfrente por una nueva ala.
En 1919, la universidad se trasladó. El palacio pasó a ser utilizado por el Ayuntamiento de Viena para la atención de personas con discapacidad. Desde 1940 hasta el 7 de diciembre de 2012, el edificio albergó la oficina de impuestos de los distritos 8, 16 y 17 de Viena, hasta su traslado al centro financiero Wien Mitte. En febrero de 2015 se anunció el traslado del Instituto de Estudios Avanzados (IHS) al Palacio, y en noviembre de 2015 se inauguró el Centro de Investigación del IHS en el Palacio. El Complexity Science Hub Vienna, inaugurado en mayo de 2016, también tiene su sede en el Palacio Strozzi.